# Аслан Абашидзе
Аслан Абашидзе (на грузински: ასლან იბრაიმის ძე აბაშიძე) (роден в град Батуми на 20 юли 1938 г.) е политик от Аджария, Западна Грузия.
Той е бивш ръководител на Автономна република Аджария от 1991 до 5 май 2004 г. Оттегля се от поста си под натиск от централното грузинско правителство и масови опозиционни митинги по време на кризата в Аджария през 2004 г. и оттогава живее в Москва, Русия. На 22 януари 2007 г. градският съд в Батуми го намира виновен за злоупотреба със служебно положение и присвояване на държавни средства в размер на 98,2 милиона грузински лари и го осъжда на 15 години затвор, без Абашидзе да присъства на процеса. Също така е подсъдим по обвинение за убийството на бившия си заместник Нодар Имнадзе през 1991 г.

## Ранни години и кариера
Абашидзе е роден в известно мюсюлманско аджарско семейство, клон на княжеското семейство Абашидзе. Неговият прачичо Мемед Абашидзе е бил известен писател и член на парламента на Демократична република Грузия между 1918 и 1921 г., но е убит по заповед на Йосиф Сталин през 1937 г. Баща му е изпратен в лагер на ГУЛАГ за 10 години, но оцелява. Въпреки трудното си детство през 1950-те години Абашидзе успява да завърши „История и философия“ в Университета на Батуми и „Икономика“ в Тбилиския държавен университет.
Работи като учител и икономист, преди да се присъедини към грузинската регионална държавна служба. Директор е на редица технически учреждения, преди да бъде избран за министър на социалната политика на Аджария. По-късно е назначен за първи заместник-министър на социалната политика на Грузия и се мести в Тбилиси.
Въпреки че произхожда от известно мюсюлманско семейство, което е играло ключова роля в затвърдяването на грузинската и ислямската идентичност сред мюсюлманите в Аджария, Аслан Абашидзе приема християнството.

## Независима Грузия
Когато Грузия възвръща своята независимост през 1991 г., Абашидзе е назначен за председател на Върховния съвет на Автономна република Аджария. Също така е назначен за заместник-председател на Парламента на Грузия, пост който запазва през периодите 1990 – 1992 и 1992 – 1995. Построява независим политически център в Аджария като води политически курс на компромис между правителството в Тбилиси и опозицията. Създава собствена армия като противовес на въоръжените групи, които подкрепят президента Звиад Гамсахурдия и техните противници. Когато избухва гражданската война между силите, подкрепящи президента, и противниците им, през зимата на 1991 – 1992 г. и отново през есента на 1993 г., Абашидзе задържа 2-те враждуващи сили извън Аджария и съумява да предотврати разпространението на сблъсъците в републиката.
Въпреки това, за разлика от лидерите на Абхазия и Южна Осетия, Абашидзе не се опитва да търси независимост за Аджария и следва политика, която най-добре може да бъде характеризирана като „политика на въоръжена автономия“, след падането на Гамсахурдия. Успява да превърне Аджария в „свободна икономическа зона“, с много малко ограничения на търговията, но митническите задължения и приходи отиват в неговото правителство, вместо в изпълнителната власт в Тбилиси. Абашидзе получава критики за управлението си с „тежка ръка“, което често е описвано като феодално. Създава собствена политическа партия през 1992 г., наричана Съюз на демократическото съживяване или Съюз за възраждане на Грузия. През 1998 г. е избран за президент на Аджария с 93% от гласовете, като изборите са определени (основно от руските наблюдатели) като свободни и честни.
Абашидзе предпочита да оказва влияние от дистанция, вместо да опитва да се състезава за държавна власт, и постепенно възприема политика на подкрепа на тези, които предлагат най-доброто за запазването на неговото управление в Аджария. Изглежда, че президентът Едуард Шеварднадзе предпочита полунезависима Аджария, вместо риск от нова гражданска война. Неговите отношения с Шеварнадзе охлаждат в края на 1990-те години, когато Абашидзе и правителството си разменят обвинения в корупция и измяна.

## Революция на розите
Принудителното подаване на оставка от Шеварнадзе през ноември 2003 г. – широко известно като „Революцията на розите“, създава политическа криза между Абашидзе и новото правителство в Тбилиси. Грузинската опозиция строго критикува Шеварнадзе за неуспехите му да се справи с проблема със сепаратизма, включително възприемането от нея като липса на контрол от страна на Тбилиси върху Аджария. Абашидзе вижда това като заплаха за позицията му и за автономията на Аджария, поради което нарича падането на Шеварнадзе преврат. Той обявява извънредно положение в Аджария и търси подкрепа от Русия в случай на открит конфликт. Не успява да си осигури подкрепата на Русия и попада под силен натиск от САЩ да отстъпи.
На 25 януари 2004 г. Абашидзе се среща с новоизбрания президент Михаил Саакашвили в Батуми и заявява намерението си да работи с него. Отношенията им скоро се влошават, след като Саакашвили заявява публично намеренията си да възвърне централната власт върху грузинските сепаратистки региони.
В средата на март 2004 г. кортеж, превозващ Саакашвили за политически мероприятия в Аджария преди изборите за законодателна власт в Грузия, е върнат от аджарски гранични служители. Абашидзе обвинява Саакашвили в предвождане на военен конвой в републиката с цел да извърши преврат срещу него и обявява извънредно положение в Аджария и мобилизация на военизираните формирования. В отговор Саакашвили поставя 1-дневен ултиматум на Абашидзе да приеме централната власт и да разпусне аджарските полувоенни формирования. Правителството спира транзитните курсове към и от Аджария.
В условията на високо напрежение и масови публични демонстрации чужди правителства и международни организации отправят апели към страните да се въздържат и да разрешат различията си по мирен път. Абашидзе подава оставка като лидер на Аджария на 5 май 2004 г., когато специалните части влизат в региона и аджарските полувоенни формирования започват да минават на тяхна страна и да се обезоръжават. На следващия ден, след като получава гаранции, че няма да бъде екстрадиран, Абашидзе тръгва за Москва, без изстрел да е произведен в региона.
Собствеността на Абашидзе в Грузия, както и тази на неговите близки роднини, е запорирана от грузинските съдилища и по-късно става собственост на грузинската държава.
На 22 януари 2007 г. съдът в Батуми намира Абашидзе виновен по обвинение за злоупотреба със служебно положение и присвояване на 98,2 милиона грузински лари и го осъжда на задочно на 15 години затвор. Също така, Абашидзе е обвинен в убийството на бившия си заместник Нодар Имнадзе през 1991 г.

## Семейство
Аслан Абашидзе е вдовец, като с починалата си съпруга Магули Гогитидзе (музикантка) имат 2 деца: син Георги Абашидзе, бивш кмет на Батуми, и дъщеря Диана Абашидзе.